# Rzhev
Rzhev (tiếng Nga: Ржев, IPA: [ˈrʐɛf]) là một thị trấn ở Tỉnh Tver, phía tây nước Nga, 49 km (30 dặm) về phía tây nam của Staritsa và 126 km (78 dặm) từ Tver, trên đường cao tốc và đường sắt kết nối Moscow và Riga. Đây là thành phố cao nhất nằm trên sông Volga. Dân số qua các thời kỳ:.
Rzhev là nơi có căn cứ không quân Rzhev và Bakhmutovo trong chiến tranh Lạnh. Dân số: 61.982 (Điều tra dân số 2010); 63.729 (Điều tra dân số 2002); 69.808 (Điều tra dân số năm 1989).